# Мей Лукас (филм, 1894)
„Мей Лукас“ (на английски: May Lucas) е американски късометражен ням филм от 1894 година на режисьора Уилям Кенеди Диксън с участието на актрисата Мей Лукас, заснет от компанията Едисън Манюфакчъринг Къмпъни, собственост на Томас Едисън.

## В ролите
- Мей Лукас[2]